# Eupithecia relaxata
Eupithecia relaxata is een vlinder uit de familie van de spanners (Geometridae). De wetenschappelijke naam van de soort is voor het eerst geldig gepubliceerd in 1904 door Dietze.
De soort komt wijdverbreid voor in Centraal-Azië. Hij vliegt in twee jaarlijkse generaties.